# South Tucson, Arizona
South Tucson je grad u američkoj saveznoj državi Arizona. Prema popisu stanovništva iz 2010. u njemu je živjelo 5,652 stanovnika.